# Interphasma marginatum
Interphasma marginatum är en insektsart som beskrevs av Chen, S.C. och P.Y. Zhang 2008. Interphasma marginatum ingår i släktet Interphasma och familjen Phasmatidae. Inga underarter finns listade i Catalogue of Life.